# Xiphonychidion atmetum
Xiphonychidion atmetum är en stekelart som först beskrevs av Porter 1967.  Xiphonychidion atmetum ingår i släktet Xiphonychidion och familjen brokparasitsteklar. Inga underarter finns listade i Catalogue of Life.